# 奧布雷·賀夫
奧布雷·路易士·賀夫三世（英語：Aubrey Lewis Huff III，1976年12月20日—），為前美國職棒大聯盟的一壘手、三壘手與外野手，他生涯曾效力於魔鬼魚(今光芒)、太空人、金鶯、老虎與巨人等隊。

## 職業生涯

### 坦帕灣魔鬼魚
2000年8月，球隊三壘手溫尼·卡斯蒂亞受傷，賀夫也因此登上大聯盟。他在8月4日敲出大聯盟首安，8月19日敲出大聯盟首轟。整季他的打擊率為2成87，並敲出4轟與14分打點。
2001年，賀夫繳出2成48的打擊率，並敲出8轟與45分打點。隔年他的打擊率為3成13，並敲出23轟與59分打點。期間還一度連續17場比賽敲出安打。
2003年，賀夫成為球隊的先發右外野手。整季他全勤出賽，繳出3成11的打擊率，並敲出34轟與107分打點。他在MVP票選上拿下第24名，但防守方面，他是美聯失誤最多的右外野手。
2004年，賀夫移往三壘。8月22日，他中斷了個人連續398場出賽的紀錄。整季他的打擊率為2成97，並敲出29轟與104分打點。
2005年，賀夫又回到右外野防區。4月18日，他敲出職棒生涯百轟。7月22日，他敲出生涯首發滿貫砲。整季他的打擊率為2成61，並敲出22轟與92分打點。
2006年，賀夫重返三壘防區。5月19日，他敲出個人首發再見轟。該年他在魔鬼魚繳出2成83的打擊率，並敲出8轟與28分打點。

### 休士頓太空人
2006年7月12日，魔鬼魚用賀夫向太空人交易來米奇·塔爾博特和班·佐布里斯特。他在下半季完成太空人初登場，並敲出2支安打包含一發3分砲。他在太空人繳出2成50的打擊率，並敲出13轟與38分打點。整季他的打擊率為2成67，並敲出21轟與66分打點。球季結束後，他成為自由球員。

### 巴爾的摩金鶯
2007年1月3日，賀夫與金鶯簽下3年2000萬美元的合約。6月29日，他達成完全打擊。這是金鶯隊史第四次在主場出現完全打擊。整季他的打擊率為2成800，並敲出15轟與72分打點。
2008年，賀夫將背號換成17號，來紀念在2007年休賽季因心臟病驟逝的前隊友Joe Kennedy。這年他繳出在金鶯隊的最佳攻擊表現，整季打擊率為3成04，並敲出33轟與108分打點，還敲出48支二壘安打。最後他拿下銀棒獎、最佳指定打擊獎，還在MVP票選上拿下第16名。
2009年，賀夫轉往一壘。這年他繳出2成53的打擊率，並敲出13轟與72分打點。

### 底特律老虎
2009年8月17日，金鶯將賀夫交易到老虎，換來Brett Jacobson。他在老虎主要擔任指定打擊，特別是面對右投才會上場。9月14日，他在延長賽10局敲出生涯首支代打全壘打。整季他在老虎的打擊率為1成89，並敲出2轟與13分打點。該年他的打擊率為2成41，並敲出15轟與85分打點。球季結束後，他成為自由球員。

### 舊金山巨人
2010年1月13日，賀夫與巨人簽下1年300萬美元的合約。4月14日，他敲出生涯首發場內全壘打，也是效力巨人的首轟。8月28日，他敲出生涯第1500支安打。整季他繳出2成90的打擊率，並敲出26轟與86分打點，在MVP票選上拿下第七名。
經過了11年的大聯盟生涯，賀夫終於如願闖進季後賽。他在分區賽第三場9局上敲出追平安打，最後巨人3比2逆轉勝。他在世界大賽第四場開轟，整個系列賽他繳出2成94的打擊率，並敲出1轟與4分打點。巨人也睽違56年順利奪冠。
2011年，賀夫和巨人續簽兩年合約。6月2日，他首次達成單場三響砲，並打回個人新高的單場6分打點。整季他的打擊率為2成46，並敲出12轟。各項數據比起前一年都有明顯退步。
2012年，賀夫擔任左外野手。6月15日，麥特·凱恩投出完全比賽，結果賀夫跳出休息室慶祝時傷到膝蓋。他短暫復出幾場比賽後，便一路休息到8月結束。整季他的打擊率只有1成92，並敲出1轟與7分打點。季後賽方面，球隊主要讓他擔任代打。他在整個季後賽僅敲出1支安打，最後巨人橫掃老虎奪冠。球季結束後，賀夫成為自由球員。

## 個人生活
賀夫在2007年結婚，並育有兩子，不過後來他在2012年離婚。2014年，賀夫提到他曾試圖用一把裝有.357麥格農子彈的手槍自戕，不過後來手槍卡彈沒有成功。

## 生涯成績
| 出賽次數 | 打席 | 打數 | 得分 | 安打 | 二安 | 三安 | 全壘打 | 打點 | 盜壘 | 保送 | 三振 | 打擊率 | 上壘率 | 長打率 | OPS  |
| -------- | ---- | ---- | ---- | ---- | ---- | ---- | ------ | ---- | ---- | ---- | ---- | ------ | ------ | ------ | ---- |
| 1681     | 6786 | 6104 | 806  | 1699 | 360  | 24   | 242    | 904  | 37   | 571  | 907  | .278   | .342   | .464   | .806 |

## 外部連結
- 球員資訊和成績在MLB ，ESPN ，Retrosheet ，Baseball Reference ，Baseball Reference (Minors) ，Fangraphs ，The Baseball Cube （英文）
- 奧布雷·賀夫在台灣棒球維基館上的頁面（繁體中文）

| 奖项与成就           | 奖项与成就              | 奖项与成就           |
| -------------------- | ----------------------- | -------------------- |
| 前任： Mark Ellis    | 完全打擊 2007年6月29日  | 繼任： Carlos Gómez  |
| 前任： 尼克·馬卡克斯 | 金鶯最有價值球員 2008年 | 繼任： 尼克·馬卡克斯 |